# Иван Златев (офицер)
Вижте пояснителната страница за други личности с името Иван Златев.
Иван Атанасов Златев е български военен деец, капитан, командир на 3-та дружина от 8-и приморски полк през Сръбско-българската война (1885), убит в боя при Цариброд (11 – 12 ноември).

## Биография
Иван Златев е роден на 28 февруари 1854 година в Русе. Основното си образование получава в Русе, като след завършването на последния, IV клас (съвременен 8 клас), когато е вече 20-годишен работи като първоначален учител (1 – 4 отделение, съвременни 1 – 4 клас) в родния си град. На 8 август 1878 година постъпва на служба в Русчукска №23 пеша дружина. При откриването на Военното училище в София той постъпва в първия му випуск, през 1879 година завършва и на 10 май е произведен в чин прапоршчик, по-късно същата година преименувано в подпоручик. След завършването на Военното училище е зачислен в Варненска №20 пеша дружина.
В дружината служи като ротен командир, завеждащ въоръжението, ковчежник и др. През 1879 година е командирован в околностите на град Балчик с цел преследване на разбойници, като след завръщането си е назначен за член на полевия военен съд за съдене на заловените разбойници и хората, които ги укриват.
На 30 август 1882 е произведен в чин поручик. На 12 октомври 1884 година с указ №41 се въвежда полкова организация в българската войска, според която 24-те отделни пехотни дружини са сведени до 8 пехотни полка с по три дружини всеки полк. Така Варненска №20 пеша дружина става 3-та дружина от 8-и приморкси полк, за чийто командир е назначен поручик Иван Златев. През зимата на 1884/1885 година Иван Златев сключва граждански брак. На 30 август 1885 е произведен в чин капитан.
След обявяването на Съединението се извършва мобилизация на българската войска, при което 8-и приморски полк е изпратен на южната граница при гр. Ямбол. След обявяването на войната от страна на Сърбия полкът се насочва към Сръбската граница, като част от пътя се изминава чрез железницата, а останалите 112 км. до Сливница полкът изминава пеша за 36 часа.

## Сръбско-българска война (1885)
През Сръбско-българската война (1885) капитан Иван Златев е командир на 3-та дружина от 8-и приморкси полк. На 7 ноември полкът пристига на Сливнишката позиция, когато вече сражението е приключило. На 8 ноември две дружини от полка са изпратени в подкрепление при превземането на Драгоманските височини, но отново не взема участие във военни действия. На 10 ноември българската войска извършва съсредоточаване и формиране на нови отряди във връзка с предстоящото общо настъпление. Дружината на капитан Златев се включва в обходния отряд на капитан Радко Димитриев, който настъпва към Цариброд. Настъплението на отряда започва на 11 ноември, когато дружината на капитан Златев и 2-ра дружина от полка атакуват височината и я завземат. Същият ден се получава заповед на 12 ноември частите да се укрепят на заетите позиции и да не предприемат никакви настъпателни действия, докато не пристигнат частите от Източна Румелия.
Въпреки заповедта, нищожен повод става причини за започване на сериозни военни действия. Ротите от 2-ра приморска дружина, които са на позицията на Бабина глава използват като източник за вода, извор, намиращ се в долината по пътя за с. Паскашия. Подстъпите към извора започват да се обстрелват от сръбските части, на която стрелба отговарят българските части, като в продължение на 1 – 2 часа се поддържа рядък огън, който по-късно прераства в непрекъсната стрелба. Към 10:30 са забелязани части пред фронта и по фланговете на позицията. При това развитие на нещата, командващият позицията капитан Васил Делов заповядва на дружината на капитан Златев да заеме левия фланг в приготвените преди това окопи, която извършва това между 14 и 15 часа. Развръщане извършва и 4-та плевенска дружина чието движение е възприето от сърбите като настъпление и те откриват огън.
При създалата се ситуация командирът на отряда капитан Делов към 14:30 часа издава заповед да се извърши настъпление и да се прогони противника. Настъпват дружината на капитан Златев, както и 2-ра дружина от полка, 4-та плевенска и 4-та търновска дружини. Към 15:00 се включва и 6-а батарея от 1-ви артилерийски полк. При подадения сигнал за атака 11-а и 12-а рота се втурват стремително напред, а 9-а и 10-а роти се насочват към десния фланг.
В този момент, командирът на 3-та дружина, който с извадена сабя, на кон води ротите от резерва в настъпление, пада пронизан от куршум в гърдите. По-късно вечерта умира.
На платото на Нешков връх в пространството от около 250 – 300 м2 падат убити около 130 сърби, а ранените са около 140. От българска страна освен капитан Иван Златев, са убити още 14 подофицери и войници, а 73 са ранените.
На 13 ноември тялото на капитан Златев е погребано на една височина в Царибродските гробища, а след края на военните действия е отслужена панихида в присъствието на целия полк (около 4000 души).

## Памет
През 1894 година във Варна пред Съборния храм е изграден „Паметник на падналите чинове от Осми приморски полк в Сръбско-българската война“, на чиято западна страна е паметната плоча на капитан Златев. На негово име са кръстени няколко улици в страната, сред които в квартал „Люлин“ в София (Карта).

## Военни звания
- Прапоршчик (10 май 1879)
- Подпоручик (1 ноември 1879, преименуван)
- Поручик (30 август 1882)
- Капитан (30 август 1885)